# Opus Majus

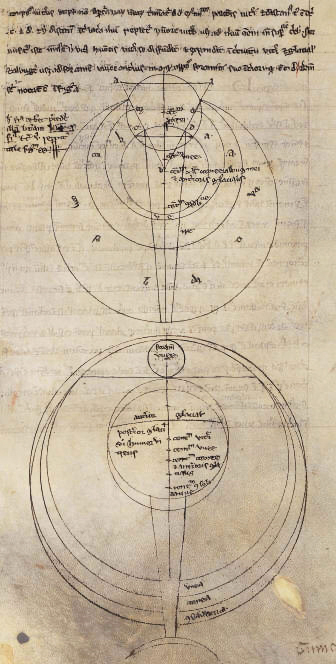
Беконові оптичні дослідження, Opus Majus

Opus maius, Видання 1750 р.

Opus Majus (лат. «Велика робота») — найважливіша праця Роджера Бекона. Писана середньовічною латиною на замовлення папи Климена IV як пояснення до попередніх робіт мислителя. Трактат на 840 сторінок розкриває всі аспекти тогочасної науки, від граматики до логіки з математикою, від фізики й до філософії. Бекон відправив свою роботу папі разом з листом-присвятою в 1267 році. Пізніше того ж року слідувала друга менша робота, Беконів Opus Minus («Мала Праця»), яка мала слугувати певного роду узагальненням попередньої довшої роботи. Після неї був ще й Opus Tertium («Третя Праця») — попереднє узагальнення до перших двох робіт. У 1897 році Ф. Е. Гаскей віднайшов працю Opus Majus у Ватиканській бібліотеці і опублікував її.

## Зміст
Opus Majus поділений на 7 частин:
- Перша частина розглядає перешкоди на шляху до справжньої мудрості та правди, виділяючи 4 категорії помилок, що стають нам на заваді (offendicula): 1) наслідування слабкого або ненадійного авторитету, 2) погану традицію, 3) необізнаність людей, що вас оточують, й 4) приховування власної необізнаності за вдаваним знанням.
- Друга частина розкриває зв'язок між філософією та релігією, автор робить висновок, що теологія (й особливо Святе Писання) є основою всіх наук.
- Третя частина містить в собі вивчення біблійних мов: латинської, давньогрецької, гебрейської та арабської, оскільки знання мов та граматики необхідне для розуміння справжньої мудрості.
- Четверта частина полягає у вивченні математики: вивчаючи математику, автор не міг не звернути увагу на недоліки Юліанського календаря. Він запропонував забирати один день кожного 125 року, беручи відлік від Нікейського Собору 325 року. Р. Бекон також спостеріг зсув часів рівнодення та сонцестояння[1].
- П'ята частина — це вивчення оптики, яке, ймовірно, базується на працях арабських авторів Аль-Кінді та Ібн аль-Хайсама. Ця частина містить дискусії на теми фізіології зору, анатомічної будови ока та мозку, категорій світла, відстані, позиції, відбиття, заломлення та лінз.
- Шоста частина (De scientia experimentalis) — це вивчення експериментальної науки. Вона складається з огляду алхімічних знань, виробництва димного пороху, а також знання щодо позицій та розмірів астрономічних об'єктів. В цій частині тим чи іншим чином згадуються згодом винайдені мікроскоп, телескоп, літальні апарати, парові кораблі, гідравлічні машини тощо. Окультні нотки праці Бекона пов'язані з його зацікавленням магією, про що він також писав в De secretis operibus artis et naturae, et de nullitate magiae. Остання робота справила значний вплив на алхімічні теорії Джона Ді.[2]
- Сьома частина розглядає моральну філософію та етику.

Неповна версія Беконівського Opus Majus була опублікована в Лондоні Вільямом Боуером в 1733. Була також відредагована Самуелем Джебом, який брав за основу манускрипт з Триніті-коледжу (Кембридж), де була відсутня сьома частина.
Як зазначається в одному з нещодавніх досліджень, буде неправильним читати цю велику працю лише в контексті історії науки та філософії, не беручи до уваги релігійну приналежність Бекона до францисканського ордену: «Його Опус Майус був закликом до реформи, адресований верховному духовному главі Християнської віри, писаний на тлі завислого в повітрі очікування апокаліпсису й скерований рушійним ідейним рухом монахів. Праця була розроблена для вправляння місіонерів й для запровадження нових навичок, що їх могли б використовувати на захист Християнського світу проти ворожих сил нехристиян та антихристів».

## Додаткові посилання
- Opus Majus, том I в Інтернет-архіві — оригінальний текст латинською мовою (опускаючи частину IV), ред. Джон Генрі Бріджес, 1897
- Opus Majus, том I в Інтернет-архіві — оригінальний текст латинською мовою (включаючи частину IV), ред. Джон Генрі Бріджес, 1900 рік.
- Opus Majus, Том II в Internet Archive — оригінальний текст на латинській мові, изд. Джон Генрі Бріджес, 1897
- Opus Majus, том I [Архівовано 19 травня 2017 у Wayback Machine.] в Google Books — англ. Переклад. Роберт Бель Берк, 1928 рік.
- Opus Majus, том II в Інтернет-архіві — англ. Переклад. Роберт Бель Берк, 1962 рік.